# عاقل بن البكير
عاقل بن البكير الليثي (المتوفي سنة 2 هـ) صحابي بدري من السابقين إلى الإسلام، قُتل في غزوة بدر.

## سيرته
كان عاقل بن البكير بن عبد يا ليل بن ناشب بن غيرة بن سعد بن ليث بن بكر بن عبد مناة بن كنانة من السابقين إلى الإسلام، حيث أسلم مع إخوته عامر وإياس وخالد في دار الأرقم، وكان عاقل أول من أسلم في دار الأرقم بعد أن اتخذها النبي محمد مقرًا لنشر دعوته. كان اسمه قبل الإسلام «غافل»، إلا أن النبي محمد غيّره إلى «عاقل»، كان أبوه البكير بن عبد يا ليل، وقيل اسمه أبو البكير بن عبد يا ليل حليفًا لنفيل بن عبد العُزّى جد عمر بن الخطاب، لذا يُعد عاقل وإخوته حلفاء بني عدي.
هاجر عاقل وإخوته إلى يثرب، وآخى النبي محمد بينه وبين مبشر بن عبد المنذر، وقيل بينه وبين المجذر بن زياد. وقد شهد عاقل وإخوته جميعهم غزوة بدر التي أستشهد فيها عاقلاً على يد مالك بن زهير الجشمي، وعمر عاقل يومها 34 سنة.